# ТЕС Порто-Сержипі I
ТЕС Порто-Сержипі I — теплова електростанція у бразильському штаті Сержипі. 
В 2020 році на майданчику станції став до роботи один енергоблок потужністю 1516 МВт, створений за технологією комбінованого парогазового циклу. У ньому працюють три газові турбіни потужністю по 332,7 МВт, які через відповідну кількість котлів-утилізаторів живлять парову турбіну з показником 517,5 МВт. Паливна ефективність цього сучасного блоку становить 62%. 
ТЕС розрахована на споживання природного газу, який надходить через спеціально споруджений в межах проекту термінал для імпорту ЗПГ Сержипі.
Для охолодження використовують морську воду.
Видача продукції відбувається по ЛЕП, розрахованій на роботу під напругою 500 кВ.
Проект реалізували через компанію Centrais Elétricas de Sergipe (CELSE), яка належить бразильській EBRASIL та закордонному інвестору Golar Power. Останнім у рівних долях володіють норвезька Golar LNG (саме вона забезпечила регазифікаційну установку для терміналу ЗПГ) та Stonepeak Infrastructure Partners.